# Lindsaea nervosa
Lindsaea nervosa är en ormbunkeart som beskrevs av Georg Heinrich Mettenius. Lindsaea nervosa ingår i släktet Lindsaea och familjen Lindsaeaceae. Inga underarter finns listade.